# 2MASS J11193254–1137466
2MASS J11193254-1137466 (en abrégé 2MASS J1119-1137), aussi nommé WISE J111932.43-113747.7, est un système binaire dont chaque composante est environ quatre fois plus massive que Jupiter. Il est situé à 95 années-lumière de la Terre dans la constellation de la Coupe. Il fait probablement partie de l'association de TW Hydrae (TWA), d'où son autre désignation, TWA 42.
Le système aurait un âge d'environ dix millions d'années.

## Système
La découverte de 2MASS J11193254-1137466 a été annoncée le 6 avril 2016 par le Carnegie Institution for Science et l'Université Western de l'Ontario, Canada.